# Numana (stolica tytularna)
Numana (łac. Dioecesis Numanensis) – stolica historycznej diecezji w Italii erygowanej w roku 465, a włączonej w roku 1422 w skład diecezji Ankony.
Współczesne miasto Numana w prowincji Ankona we Włoszech. Obecnie katolickie biskupstwo tytularne ustanowione w 1975 przez papieża Pawła VI.

## Biskupi tytularni
| Lp. | Biskup                  | Funkcja                                     | Od                   | Do               |
| --- | ----------------------- | ------------------------------------------- | -------------------- | ---------------- |
| 1   | Emilio Vallebuona Merea | biskup pomocniczy Piura (Peru)              | 21 października 1975 | 18 stycznia 1978 |
| 2   | Francis Anthony Quinn   | biskup pomocniczy San Francisco (USA)       | 24 kwietnia 1978     | 18 grudnia 1979  |
| 3   | Agnellus Andrew         | urzędnik Kurii Rzymskiej                    | 15 lutego 1980       | 19 stycznia 1987 |
| 4   | Brendan O’Brien         | biskup pomocniczy Ottawy (Kanada)           | 6 maja 1987          | 5 maja 1993      |
| 5   | Anthony Chiminello      | wikariusz apostolski Keetmanshoop (Namibia) | 28 maja 1993         | 14 marca 1994    |
| 6   | Giuseppe Lazzarotto     | nuncjusz apostolski                         | 23 lipca 1994        |                  |